# Eddie Clarke
Edward Allan Clarke (n. 5 octombrie 1950, Greater London, Anglia, Regatul Unit – d. 10 ianuarie 2018, Londra, Anglia, Regatul Unit), cunoscut sub numele de scenă „Fast” Eddie Clarke sau pur și simplu „Fast” Eddie, a fost un chitarist britanic. Acesta a fost membru al formațiilor de heavy metal Motörhead și Fastway⁠(d). După moartea lui Lemmy Kilmister și Phil „Philthy Animal” Taylor în 2015, a rămas singurul membru în viață al componenței originale a formației Motörhead.

## Cariera
Până la vârsta de cincisprezece ani, acesta a cântat în numeroase formații locale, una dintre acestea fiind The Bitter End. Despre porecla „Fast”, Clarke a declarat că „nu am primit numele Fast Eddie din cauza vreunei chestiuni sexcuale sau pentru că puteam să cânt rapid. Am primit-o, deoarece puteam să cânt o notă într-un solo foarte repede”, făcând referire la tehnica tremolo picking⁠(d).
A continuat să cânte în concerte locale până în 1973, când a devenit membru al formației de blues prog rock Zeus. În 1974, aceasta a înregistrat un album intitulat The Second Coming la Olympic Studios⁠(d). Clarke a scris muzica pentru piesă „The Confession”.
Acesta a luat parte la înregistrarea albumului Sea of Time cu Zeus. Mai târziu, împreună cu chitaristul Allan Callan, organista Nicky Hogarth și bateristul Chris Perry, Clarke a participat la o sesiune de jam înregistrată la Command Studios din Piccadilly. Grupul a atras atenția casei de discuri Anchor Records⁠(d) și au alcătuit formația Blue Goose. După încheierea contractului cu casa de discuri, Clarke, Hogarth și Perry au părăsit  Zeus.
La scurt timp după, Clarke a înființat o altă formație cu basistul Charlie Tumahai al grupului Be-Bop Deluxe⁠(d), vocalista Ann McCluskie și bateristul  Jim Thompson. Aceasta a fost denumită Continuous Performance și a rămas activă până la începutul anului 1975, când albumul lor demo nu a impresionat casa de discuri și nu au obținut o reînnoire a contractului. După un alt proiect muzical eșuat - format din Nicky Hogarth de la Blue Goose, basistul Tony Cussons și bateristul Terry Slater - Clarke a renunțat temporar la cariera muzicală.

### Motörhead
În timp ce lucra la reamenajarea unei case flotante⁠(d), Clarke l-a întâlnit pe tobosarul Phil Taylor, care devenise recent membru Motörhead. Totuși, conform biografiei autorizate a lui Kilmister, Lemmy l-a întâlnit pe Clarke pentru prima dată la recomandarea lui Gertie, recepționista de la studioul de repetiții. Motörhead a devenit populară odată ajunsă în topurile din Marea Britanie. Trioul Lemmy-Clarke-Taylor este considerat componența clasică a formației Motörhead; cei trei au lansat împreună albumele Motörhead⁠(d), Overkill⁠(d), Ace of Spades, Bomber⁠(d), No Sleep 'til Hammersmith⁠(d) și Iron Fist⁠(d). De asemenea, au produs o suită de melodii de succes. 
Pe lângă chitară și voce secundară, acesta a fost vocea principală pe un număr mic de melodii Motörhead: „Beer Drinkers and Hell Raisers⁠(d)”, „I’m Your Witchdoctor⁠(d)” (duet⁠(d) cu Lemmy), „Step Down” și „Emergency”.
Clarke a părăsit Motörhead în 1982 în timpul unui turneu în Statele Unite. Nemulțumiți de recenziile primit de albumul Iron Fist, sesiunile de înregistrare cu formația Plasmatics⁠(d) au umplut paharul. Pentru Partea B a extended play-ului Stand by Your Man⁠(d), fiecare grup a realizat melodii cover după piesele celeilalte formații; Clarke a considerat că decizia compromite principiile formației și și-a dat demisia. Conform autorului Joel McIver⁠(d), Clarke însuși a negat această versiune și a declarat că „[Philthy] a principalul susținător al excluderii mele din formație. Observați că nu o numesc plecare, deoarece nu a fost alegerea mea. Mi-am imaginat că voi muri pe scenă cu Motörhead, așa că a fost o lovitură pentru mine când nu m-au mai dorit în formație.” Clarke a fost înlocuit de fostul chitarist al Thin Lizzy și Wild Horses⁠(d), Brian Robertson,⁠(d) după ce solistul Anvil⁠(d) - Steve „Lips” Kudlow⁠(d) - a refuzat oferta de a cânta cu Motörhead. Ultimul concert al lui Clarke cu Motörhead a avut loc la New York Palladium pe 14 mai 1982. Ulterior, acesta a apărut pe albumul Live at Brixton Academy⁠(d) din 2000.

## Moartea
Clarke a murit pe 10 ianuarie 2018 la vârsta de 67 de ani. La momentul respectiv, era internat în spital unde era tratat de pneumonie.

## Discografie

### Albume
- 1974 Curtis Knight Zeus – The Second Coming
- 1974 Curtis Knight Zeus – Sea of Time
- 1983 Fastway – Fastway
- 1984 Fastway – All Fired Up
- 1986 Fastway – Waiting for the Roar
- 1986 Fastway – Trick Or Treat (soundtrack album)
- 1988 Fastway – On Target
- 1990 Fastway – Bad Bad Girls
- 1992 Fastway – Say What You Will – Live
- 1993 The Muggers – The Muggers Tapes
- 1994 Solo album – It Ain't Over Till It's Over
- 2003 Motörhead – Live at Brixton Academy
- 2007 Fast Eddie Clarke Anthology
- 2009 Curtis Knight Zeus -The Second Coming
- 2010 Fastway – Steal The Show – 4 CD Live Box Set.
- 2011 Fastway – Eat Dog Eat
- 2014 Fast Eddie Clarke – Make My Day: Back To Blues
- 2018 Warfare-Cemetery Dirt Download Plastic Head Media Ltd
- 2018 Warfare-Misanthropy from the album Warfare(Nightmare Mixes)

### Motörhead
- Motörhead – 21 august 1977
- Overkill – 24 martie 1979
- Bomber – 27 octombrie 1979
- Ace of Spades – 8 noiembrie 1980
- No Sleep 'til Hammersmith – 27 iunie 1981
- Iron Fist – 17 aprilie 1982
- BBC Live & In-Session – 20 septembrie 2005